# Dolmányos István
Dolmányos István (Nagykanizsa, 1929. november 27. – Budapest, 1993. augusztus 30.) magyar történész, egyetemi tanár, a történelemtudomány kandidátusa (1961), doktora (1975).

## Művei
- Marx Károly, 1953
- A dekabristák, 1955
- Költők barátságától - népek testvériségéig. Magyar-orosz haladó művelődési kapcsolatok a dualizmus korában, 1959
- Mezőfi és a koalíció, 1960
- A magyar parlamenti ellenzék történetéből (1901-1904), 1963
- A nemzetiségi politika története a Szovjetunióban, 1964
- Orosz forradalmárok a XIX. században, válogatta és a bevezetőt írta, 1970
- Herzen, 1970
- Új- és legújabbkori egyetemes történeti szöveggyűjtemény, I-II. Kelet-Európa, 1900-1945, 1970
- A Szovjetunió története, 1971
- Finnország története, 1972
- A koalíció az 1905-1906. évi kormányzati válság idején, 1976
- Ragyogó október. A nagy oroszországi szocialista forradalom története, 1979.

### Műfordítás
- Az ó-orosz Paterikon, 1990.

## Díjai, elismerései
- Akadémiai Díj (1973)
- Komensky-emlékérem (1975)